# Toppo (Travesio)
Toppo (Top in friulano) è una frazione del comune di Travesio. Fa parte de I borghi più belli d'Italia.

## Monumenti e luoghi di interesse
Il borgo si caratterizza per l'architettura degli edifici di origine medievale di tipo rurale (masi), oggi adibiti ad abitazioni private.
- Chiesa di San Gerolamo
- Chiesa di San Lorenzo
- Chiesa di Santa Lucia
- Castello di Toppo,[4] del XII secolo.
- Palazzo Toppo-Wasserman, sede del Consorzio di 12 Pro Loco del territorio di Spilimbergo
- Palazzo dei conti di Spilimbergo
- Fornace da calce